# Hyposmocoma abjecta
Hyposmocoma abjecta là một loài bướm đêm thuộc họ Cosmopterigidae. Nó là loài đặc hữu của Oahu. Loài địa phương ở Haleakala.
Ấu trùng được phát hiện trên cây chết Freycinetia và các loại gỗ khác.